# Varthemia
Varthemia es un género de plantas fanerógamas perteneciente a la familia de las asteráceas. Comprende 15 especies descritas y de estas, solo 3 aceptadas.

## Taxonomía
El género fue descrito por Augustin Pyrame de Candolle y publicado en Prodromus Systematis Naturalis Regni Vegetabilis 5: 473. 1836. La especie tipo es Varthemia persica DC.	

## Especies aceptadas
A continuación se brinda un listado de las especies del género Varthemia aceptadas hasta julio de 2012, ordenadas alfabéticamente. Para cada una se indica el nombre binomial seguido del autor, abreviado según las convenciones y usos.
- Varthemia asperella Rech.f. & Köie
- Varthemia corymbulosa Bornm.
- Varthemia persica DC.